# Видриця (Крупський район)
Видриця (біл. вёска Выдрица) — село в складі Крупського району Мінської області, Білорусь. Село було адміністративним центром і належало Видрицькій сільській раді, розташоване в східній частині області.
Рішенням Мінської обласної ради депутатів від 30 жовтня 2009 року, щодо змін адміністративно-територіального устрою Мінської області, село Видриця підпорядковане Ухвальській сільській раді.